# Le Lac des soupirs
Pour plus de détails, voir Fiche technique et Distribution.
Le Lac des soupirs (Η λίμνη των στεναγμών, I limni ton stenagmon) est un film grec de Grigóris Grigoríou sorti en 1959.
Il s'agit d'une adaptation du poème Dame Phrosyne (Η Κυρά Φροσύνη) d'Aristotélis Valaorítis publié en 1859, lui-même basé sur l'histoire vraie de Kyrá Frosýni (1773-1801).

## Synopsis
Dans les années 1800 à Ioánnina, dans la Grèce ottomane, la relation entre le fils d'Ali Pacha (Tzavalás Karoúsos), Moukhtar (Andreas Barkoulis (el)), et la dame grecque Kyrá Frosýni (Irène Papas). Mme Frosýni est mariée et a deux enfants. Sachant qu'elle sera punie pour cette relation, elle emmène ses enfants chez leur père et reste avec son fidèle Vanya à Ioánnina. En effet, Haniffe (Theano Ioannidou), la femme de Moukhtar, ordonne son arrestation, ce qui la conduit au palais, où Ali Pacha la voit et tombe amoureux d'elle. Lorsque dame Frosýni rejette son amour, il ordonne qu'elle soit noyée dans le lac de Ioannina.

## Fiche technique
- Titre français : Le Lac des soupirs[1]
- Titre original grec : Η λίμνη των στεναγμών (I limni ton stenagmon)[2]
- Réalisateur : Grigóris Grigoríou
- Scénario : Grigóris Grigoríou d'après le poème Dame Phrosyne (Η Κυρά Φροσύνη) de Aristotélis Valaorítis publié en 1859.
- Photographie : Aristeidis Karydis-Fuchs (el)
- Montage : Antonis Crocodile (Αντώνης Κροκόδειλος)
- Musique : Takis Morakis (el), chanson de Ninette Lavar (Νινέτ Λαβάρ)
- Décors et costumes : Tasos Zografos (Τάσος Ζωγράφος)
- Sociétés de production : Romylos Film (Ρωμύλος Φιλμ)
- Pays de production :  Grèce
- Langue originale : grec
- Format : Noir et blanc - Son mono - 35 mm
- Durée : 81 minutes
- Genre : Drame historique
- Dates de sortie :
  - Grèce : 1959

## Distribution
- Irène Papas : Kyrá Frosýni
- Andreas Barkoulis (el) : Moukhtar
- Tzavalás Karoúsos : Ali Pacha
- Andreas Zisimatos : Tahir
- Dimitris Kallivokas (el) : Ioánnis Koléttis
- Eleni Zafiriou (el) : Ayah
- Takis Christoforidis (el) : Salbonnel
- Theano Ioannidou : Haniffe
- Giorgos Rois (el) : L'archiduc
- Stávros Tornés

## Production
Selon Dimitris Kallivokas (el), Alíki Vouyoukláki devait initialement jouer le rôle de Kyrá Frosýni, alors que le titre initial du film devait être Ο Αλή Πασάς και η κυρά-Φροσύνη (litt. « Ali Pacha et Dame Frosýni »). Cependant, le titre a fait l'objet d'une fuite et, par conséquent, Strandzalis a été le premier à entreprendre la production d'un film similaire utilisant ce titre. Ce film est sorti la même année, réalisé par Stefanos Stratigos (el), avec Gely Mavropoulou (el) et Dionysis Papagiannopoulos (el) dans les rôles principaux.
Le film sort dans les salles grecques au cours de l'année 1959-1960 et, en enregistant 33 317 entrées, il s'est classé 23e du box-office grec de l'année. Il est également sorti en DVD en Grèce le 10 septembre 2013. 